# فريدريك فريس
فريدريك فريس (بالنرويجية البوكمول: Fredrik Friis)‏ هو مغني وكاتب أغاني وملحن نرويجي، ولد في 2 أبريل 1923 في ساندفيورد في النرويج، وتوفي في 15 مارس 2008.